# Cinthia Marcelle
Cinthia Marcelle (Belo Horizonte, Brasil,1974) es una artista multimedia brasileña que se enfoca principalmente en la fotografía, el video y la instalación.

## Estilo artístico
Cinthia Marcelle estudió en la Universidad Federal de Minas Gerais. La producción artística se caracteriza principalmente por la síntesis y concisión del lenguaje en su obra. Se inspira en cosas y objetos que forman parte de  su vida cotidiana, como objetos típicos, lugares y sus interacciones.
Ha realizado exposiciones individuales en MoMA PS1,  y Secession .También ha participado en la Bienal de Berlín de 2018,  la Bienal de Estambul de 2013, la Trienal de Nuevos Museos de 2012,  la Bienal de Sharjah de 2015  y la Bienal de Venecia de 2017.
Una de sus primeras obras de arte que obtuvo el reconocimiento del público y la crítica fueron las fotografías que había realizado con el artista sudafricano Jean Meeran ( Capa Morada, 2003). En estas fotos, desaparecía en el paisaje, vestida con una capa de colores a juego para que ella y la ciudad se desvanecieran. En una de sus piezas de instalación, Education by Stone, empujó numerosas barras de tiza, un material de enseñanza tradicional, en la escuela convertida en galería. Esto se vio en el Museo de Arte Moderno en 2016.
Obtuvo el  Premio Generación Futura en el año 2010 .  Solicitó el premio cuando tenía 35 años y presentó tres películas que se emitieron en el Centro de Arte Pinchuk en Kiev, Ucrania. 

## Obra
- CONFRONTO (2005)[11]
- FUENTE 193 (2007)[11]
- Agujero negro de la serie b (2008)[11]
- Explicación (2009)[11]
- 475 Volver (2009)[11]
- Carrete a carrete (2009)[11]
- Este mismo mundo terminado (2009)[11]
- R=O (2009)[11]
- Plan de evasión #3 (2012)[11]
- Proyecto 105: Educación de Stone (2016)[11]
- Naú (2017)[11]
- Verdade ou Desafío (2018)[11]

## Exposiciones
- No Lone Zone, Tate Modern, Reino Unido  (2012)[12]
- Los Ingobernables, New Museum, Nueva York  (2012)[12]
- Infinite Jest, Dundee Contemporary Arts, Dundee, Escocia  (2012)[12]
- Mitologías por poder, Museu de Arte Moderna, São Paulo  (2013)[13]
- Bienal do Mercosul, Mercosul, Brasil  (2013)[14]
- Muchos lugares a la vez, Instituto Wattis de Arte Contemporáneo, San Francisco  (2014)[13]
- Slow Future, Centro de Arte Contemporáneo Castillo de Ujazdów, Varsovia  (2014)[13]
- Hecho por brasileños, São Paulo, Brasil  (2014)[14]
- Proyecto 35: El último acto, Museo Garaje de Arte Contemporáneo, Moscú  (2015)[13]
- Video Arte en América Latina: Selecciones de Brasil, The J. Paul Getty Museum, Los Ángeles, Getty Research Institute, Miami  (2016)[12]
- Lecciones de Arte, Museo Thyssen-Bornemisza, Madrid  (2017)[12]
- Trabajando para el futuro pasado, Museo de Arte de Seúl  (2017)[12]
- Una Conjunción de Factores, Museo de Arte Contemporáneo de Barcelona, Barcelona  (2022)[14]

## Premios
- Premio Internacional de Interpretación, Trento, Italia (2006)[14]
- Premio anual TrAIN Artist in Residency, Gasworks, Londres (2009)[14]
- Premio de Arte de la Generación Futura, Centro de Arte Pinkchuk, Kiev, Ucrania (2010)[14]